# Petit lac Malbaie
Pour les articles homonymes, voir Malbaie.
Le Petit lac  Malbaie est un plan d'eau douce du territoire non organisé de Lac-Pikauba, dans la municipalité régionale de comté (MRC) de Charlevoix, dans la région administrative de la Capitale-Nationale, dans la province de Québec, au Canada. Ce lac qui est situé zone forestière et montagneuse, fait partie de la zec des Martres, soit au nord-est du parc national des Grands-Jardins.
La partie sud du Petit lac Malbaie est accessible par une route forestière venant du sud. Ce lac de montagne est entièrement situé en zone où la foresterie a toujours été l'activité économique prédominante; les activités récréotouristiques, en second. Au milieu du XIXe siècle, les activités récréotouristiques ont pris de l'essor.
À cause de l'altitude, ce lac est normalement gelé de la mi-novembre à la fin avril; néanmoins, la période sécuritaire de circulation sur la glace est habituellement du début décembre à la mi-avril.

## Géographie
Le Petit lac  Malbaie (altitude: 861 m) comporte une longueur de 2,6 km, une largeur de 0,5 km et une altitude de 861 m. Il est encaissé entre les montagnes dont le Mont Barbeau (altitude: 1 099 m) situé à 0,9 km au sud-est, ainsi qu'une autre montagne (altitude du sommet: 930 m) situé à 0,25 km à l'ouest. Le Petit lac Malbaie est surtout alimenté par la décharge (venant de l'est) des Premier et Deuxième lac Landry, ainsi que la décharge (venant du nord-ouest) du Lac Claire et du Lac du Bec-Croisé.
Les principaux bassins versants voisins du Petit lac Malbaie sont:
- à l'est: Lac des Cavernes, Deuxième lac Laury;
- au sud: lac de la Baie;
- à l'ouest: lac Gilbert, lac Équerre, Petite rivière Malbaie, rivière Malbaie;
- au nord: lac Barley, Lac Lesclache[1].

L'embouchure du Petit lac Malbaie est située au sud-ouest. À partir du barrage à l'embouchure du Petit lac Malbaie, le courant descend sur 13,6 km la Petite rivière Malbaie généralement vers le sud-ouest avec une dénivellation de 201 m, jusqu'à la rive Est de la rivière Malbaie. De là, le courant descend sur 123,2 km en suivant le cours de la rivière Malbaie laquelle se déverse à La Malbaie dans le fleuve Saint-Laurent.

## Toponymie
Cette désignation toponymique paraît sur le brouillon de la carte du Lac des Martres, 1961-09-25, item 67. Cette dénomination fut approuvée le 1963-07-03 par la Commission de géographie du Québec.
Le toponyme Petit lac Malbaie a été officialisé le 5 décembre 1968 à la Banque des noms de lieux de la Commission de toponymie du Québec.